# Small Wonder Records
La Small Wonder Records era un'etichetta discografica indipendente britannica creata da Pete Stennett, specializzata in punk rock. È nata dal negozio di dischi dello stesso nome situato a East London.

## Discografia

### Album
- Cravat-1 Cravats - Cravats In Toytown LP

### Singoli
- Small One Puncture - Mucky Pup / You Can't Rock n Roll In A Council Flat  7"
- Small Two Zeros - Hungry / Radio Fun  7"
- Small Three Carpettes - How About Me And You  7" EP
- Small Four Patrik Fitzgerald - Safety-Pin Stuck In My Heart  7" EP
- Small Five Menace - GLC / I'm Civilised  7"
- Small Six Patrick Fitzgerald - Backstreet Boys  7" EP
- Small Seven Leyton Buzzards - 19 & Mad / Villain / Youthanasia  7"
- Small Eight Punishment Of Luxury - Puppet Life / The Demon  7"
- Small Nine Carpettes - Small Wonder / 2 NE 1  7"
- Small Ten Demon Preacher - Little Miss Perfect / Perfect Dub  7"
- Small Eleven The Cure - Killing An Arab / 10.15 On A Saturday Night  7"
- Small Twelve Nicky & The Dots - Never Been So Stuck / Linoleum Walk  7"
- Small Thirteen Wall - New Way / Suckers / Uniforms  7"
- Small Fourteen Molesters - Disco Love / Commuter Man  7"
- Small Fifteen Cravats - The End  7" EP
- Small Sixteen Menace - Last Year's Youth / Carry No Banners  7"
- Small Seventeen Murder The Disturbed - Genetic Disruption  7" EP
- Small Eighteen Molesters - End Of Civilisation / Girl Behind The Curtain  7"
- Small Nineteen Cockney Rejects - Flares 'n' Slippers / Police Car / I Wanna Be A Star  7"
- Small Twenty Fatal Microbes - Violence Grows / Beautiful Pictures / Cry Baby 7"
- Small Twenty-One Wall - Exchange / Kiss The Mirror  7"
- Small Twenty-Two English Subtitles - Time Tunnel / Sweat / Reconstruction  7"
- Small Twenty-Three Proles - Soft Ground / SMK  7"
- Small Twenty-Four Cravats - Precinct / Who's In Here With Me?  7"
- Small Twenty-Five Cravats - You're Driving Me / I Am The Dreg  7"
- Small Twenty-Six Cravats - Off The Beach / And The Sun Shone  7"
- Small Twenty-Seven Anthrax - They've Got It All Wrong  7" EP
- Small Twenty-Eight Camera Obscura - Destitution / Race In Athens  7"
- RT/SW-001 Angelic Upstarts - Murder Of Liddle Towers / Police Oppression  7" (ristampa)
- Weeny 1 Patrik Fitzgerald - Paranoid Ward EP  12" 7" EP
- Weeny 2 Crass - Feeding Of The Five Thousand  12" EP
- Weeny 3 Poison Girls / Fatal Microbes - Closed Shop / Piano Lessons / Violence Grows / Beautiful Pictures  12"
- Weeny 4 Poison Girls - Hex  12" EP
- Teeny 1 Frank Sumatra - Te Deum 12" EP
- Teeny 2 Bauhaus - Bela Lugosi's Dead / Boys / Dark Entries (Demo)  12"